# Mellicta athalides
Mellicta athalides är en fjärilsart som beskrevs av Ruggero Verity 1919. Mellicta athalides ingår i släktet Mellicta och familjen praktfjärilar. Inga underarter finns listade i Catalogue of Life.